# Diocesi di Sebenico
La diocesi di Sebenico (in latino: Dioecesis Sebenicensis o Sibenicensis) è una sede della Chiesa cattolica in Croazia suffraganea dell'arcidiocesi di Spalato-Macarsca. Nel 2022 contava 88.030 battezzati su 104.894 abitanti. È retta dal vescovo Tomislav Rogić.

## Territorio
La diocesi comprende principalmente la regione di Sebenico e Tenin e in misura minore la regione spalatino-dalmata.
Sede vescovile è la città di Sebenico, dove si trova la cattedrale di San Giacomo.
Il territorio è suddiviso in 74 parrocchie.

## Storia
La diocesi è stata eretta da papa Bonifacio VIII il 1º maggio 1298 con la bolla Sacrosancta Romana, ricavandone il territorio dalla diocesi di Traù. Originariamente era suffraganea dell'arcidiocesi di Spalato.
Il 30 giugno 1828, con la bolla Locum beati Petri di papa Leone XII, è stato ampliato il territorio della diocesi, che ha incorporato la soppressa diocesi di Scardona, oltre a 11 parrocchie della diocesi di Traù, pure soppressa, e 1 parrocchia (Chievo) della diocesi di Spalato; contestualmente Sebenico fu resa suffraganea dell'arcidiocesi di Zara. La bolla entrò in vigore nel 1830.
Il 27 luglio 1969 è stata ristabilita la provincia ecclesiastica di Spalato-Macarsca, di cui Sebenico è ritornata ad essere suffraganea.

## Cronotassi dei vescovi
Si omettono i periodi di sede vacante non superiori ai 2 anni o non storicamente accertati.
- Martino Arbesano, O.F.M. † (1298 - 1319 deceduto)
- Crisogono Fanfoni † (1319 - 1340)
- Tolon de Tolono † (circa 1340 - 1344 deceduto)
- Bonifacio † (6 febbraio 1344 - 19 luglio 1357 nominato vescovo di Ossero)
- Matteo Cernota † (19 luglio 1357 - ? deceduto)
- Bonifacio di Ravenna † (1380 - ?)
- Dompnius † (13 aprile 1388 - ?)
- Antonio Da Ponte † (16 aprile 1391 - 27 febbraio 1402 nominato vescovo di Concordia)
- Deodato Bogdano Pulsich † (27 febbraio 1402 - ? deceduto)
- Giorgio Sisgorich, O.P. † (15 aprile 1437 - ?)
- Urbano Vignaco † (26 luglio 1454 - 1468 o 1470 deceduto)
- Luca de Tollentis † (18 agosto 1470 - 1491 deceduto)
- Francesco Quirini † (11 aprile 1491 - 1495 nominato vescovo di Craina)
- Bartolomeo Bonini † (5 agosto 1495 - 1512 deceduto)
- Giovanni Stafileo † (1512 - 22 luglio 1528 deceduto)
- Giovanni Lucio Stafileo † (31 luglio 1528 - 1557 deceduto)
- Girolamo Savorgnano † (9 agosto 1557 - 1573 dimesso)
- Luca Spingaroli, O.P. † (23 giugno 1573 - 1589 deceduto)
- Vincenzo Bassi † (27 febbraio 1589 - 25 maggio 1598 nominato vescovo di Andria)
- Vincenzo Arrigoni, O.P. † (18 agosto 1598 - ottobre 1626 deceduto)
- Giovanni Paolo Savio † (5 luglio 1627 - 29 maggio 1628 nominato vescovo di Feltre)
- Giovanni Tommaso Malloni, C.R.S. † (5 giugno 1628 - 26 giugno 1634 nominato vescovo di Belluno)
- Luigi Marcello, C.R.S. † (17 settembre 1635 - 15 dicembre 1653 nominato vescovo di Pola)
- Natale Carideo † (23 marzo 1654 - aprile 1676 deceduto)
- Gian Domenico Callegari † (19 ottobre 1676 - ottobre 1722 deceduto)
- Carlo Antonio Donadoni, O.F.M.Conv. † (12 aprile 1723 - 7 gennaio 1756 deceduto)
- Giovanni Calebotta  † (16 febbraio 1756 - 28 febbraio 1759 deceduto)
- Girolamo Bonacich † (13 luglio 1759 - 20 settembre 1762 deceduto)
- Giovanni Pettani † (24 gennaio 1763 - 5 febbraio 1767 dimesso[3])
- Nicola Difnico † (1º giugno 1767 - 28 giugno 1783 deceduto)
- Felice Venanzio Scotti † (20 settembre 1784 - 13 dicembre 1795 deceduto)
- Michele Spalatin † (27 giugno 1796 - 13 marzo 1807 deceduto)
  - Sede vacante (1807-1827)
- Filippo Domenico Bordini † (25 giugno 1827 - 21 febbraio 1839 nominato vescovo di Lesina)
- Luigi Pini † (8 luglio 1839 - 17 luglio 1844 nominato arcivescovo di Spalato)
- Giovanni Bercich † (16 aprile 1846 - 28 maggio 1855 deceduto)
- Pietro Alessandro Doimo Maupas † (20 dicembre 1855 - 21 maggio 1862 nominato arcivescovo di Zara)
- Giovanni Zaffron † (28 settembre 1863 - 29 luglio 1872 nominato vescovo di Ragusa di Dalmazia)
  - Sede vacante (1872-1876)
- Antonio Innocente Giuseppe Fosco † (7 aprile 1876 - 25 maggio 1894 deceduto)
- Matteo Zannoni † (18 marzo 1895 - 25 aprile 1903 deceduto)
- Vinko Pulišić † (9 novembre 1903 - 16 giugno 1910 nominato arcivescovo di Zara)
- Luca Pappafava, O.F.M.Conv. † (27 novembre 1911 - 14 settembre 1918 nominato vescovo di Lesina-Brazza-Lissa)
  - Sede vacante (1918-1922)
- Girolamo Maria Mileta † (14 febbraio 1922 - 23 novembre 1947 deceduto)
  - Sede vacante (1947-1961)
- Ćiril Banić † (1961 - 3 febbraio 1961 deceduto)
- Josip Arnerić † (17 luglio 1961 - 5 febbraio 1986 ritirato)
- Anton Tamarut † (5 febbraio 1986 - 4 dicembre 1987 nominato arcivescovo coadiutore di Fiume-Segna)
- Srećko Badurina, T.O.R. † (4 dicembre 1987 - 17 settembre 1996 deceduto)
- Ante Ivas (5 febbraio 1997 - 3 giugno 2016 ritirato)
- Tomislav Rogić, dal 3 giugno 2016

## Statistiche
La diocesi nel 2022 su una popolazione di 104.894 persone contava 88.030 battezzati, corrispondenti all'83,9% del totale.
| anno | popolazione | popolazione | popolazione | presbiteri | presbiteri | presbiteri | presbiteri                | diaconi | religiosi | religiosi | parrocchie |
| anno | battezzati  | totale      | %           | numero     | secolari   | regolari   | battezzati per presbitero | diaconi | uomini    | donne     | parrocchie |
| ---- | ----------- | ----------- | ----------- | ---------- | ---------- | ---------- | ------------------------- | ------- | --------- | --------- | ---------- |
| 1950 | 120.700     | 145.000     | 83,2        | 79         | 49         | 30         | 1.527                     |         | 32        | 71        | 61         |
| 1969 | 136.784     | 191.633     | 71,4        | 84         | 36         | 48         | 1.628                     |         | 53        | 142       | 60         |
| 1980 | 142.153     | 191.586     | 74,2        | 98         | 35         | 63         | 1.450                     |         | 67        | 134       | 72         |
| 1990 | 141.783     | 178.393     | 79,5        | 87         | 31         | 56         | 1.629                     |         | 59        | 121       | 72         |
| 1999 | 127.530     | 131.224     | 97,2        | 97         | 34         | 63         | 1.314                     |         | 65        | 89        | 73         |
| 2000 | 129.430     | 133.586     | 96,9        | 101        | 35         | 66         | 1.281                     |         | 69        | 87        | 73         |
| 2001 | 130.212     | 135.823     | 95,9        | 102        | 34         | 68         | 1.276                     |         | 72        | 91        | 73         |
| 2002 | 130.026     | 137.856     | 94,3        | 103        | 34         | 69         | 1.262                     |         | 73        | 92        | 73         |
| 2003 | 131.095     | 138.115     | 94,9        | 101        | 34         | 67         | 1.297                     |         | 70        | 91        | 74         |
| 2004 | 110.500     | 121.600     | 90,9        | 102        | 36         | 66         | 1.083                     |         | 68        | 90        | 74         |
| 2010 | 103.046     | 123.189     | 83,6        | 87         | 39         | 48         | 1.184                     |         | 49        | 89        | 74         |
| 2014 | 96.980      | 113.464     | 85,5        | 87         | 39         | 48         | 1.114                     |         | 49        | 88        | 85         |
| 2017 | 92.956      | 114.723     | 81,0        | 86         | 38         | 48         | 1.080                     |         | 49        | 84        | 74         |
| 2020 | 92.836      | 101.161     | 91,8        | 79         | 31         | 48         | 1.175                     |         | 49        | 73        | 74         |
| 2022 | 88.030      | 104.894     | 83,9        | 88         | 48         | 40         | 1.000                     |         | 49        | 61        | 74         |